# La Plana (Ardèvol)
La Plana o La Plana d'Auquers és un pla ocupat per un camp de cultiu del poble d'Ardèvol, al municipi de Pinós (Solsonès) situada al SE de la masia d'Auquers entre els 740 i els 750 m d'altitud.